# メルシン
ムルシン(Mersing)はマレーシアのジョホール州北東部にある郡である。ローマ字表記につられてメルシンとも記される。広さは2,836.6 km2 でジョホール州で3番目に広い郡である。2010年現在での人口は70,894人で、ジョホール州にある10の郡の中で最も少ない。ムルシンは南シナ海海域にある美しい観光地の島々と砂浜で有名な地である。バンダル・ムルシンの町にある埠頭からは、ムルシン郡の島々とティオマン島（パハン州）へ向かうフェリーが就航している。

## 姉妹都市･提携都市
- ムババーネ（エスワティニ王国 ホホ地方）